# Oophaga speciosa
Espèce
Synonymes
- Dendrobates speciosus Schmidt, 1857

Statut de conservation UICN

 EX  : Éteint
Statut CITES
Oophaga speciosa était une espèce d'amphibiens de la famille des Dendrobatidae.

## Répartition et habitat
Cette espèce est endémique du Panama. Elle se rencontre de 1 140 à 1 410 m d'altitude dans la cordillère de Talamanca.
Elle vit dans la forêt tropicale humide. C'est une espèce terrestre. Ayant été officiellement déclarée éteinte en 2020, sa dernière observation remonte à 1992.

## Description
Oophaga speciosa mesure de 28 à 31 mm.

## Publication originale
- Schmidt, 1857 : Diagnosen neuer frösche des zoologischen cabinets zu krakau. Sitzungberichte der Mathematisch-Naturwissenschaftlichen Classe der Kaiserlichen Akademie der Wissenschaften, vol. 24, p. 10–15 (texte intégral).